# Roland Bieber
Roland Bieber (* 15. Januar 1942 in Chemnitz) ist ein deutscher Rechtswissenschaftler und Hochschullehrer.

## Leben und Wirken
Roland Bieber studierte Rechtswissenschaft an der Universität Frankfurt. Nach dem ersten juristischen Staatsexamen 1968 promovierte er dort 1972. Das zweite juristische Staatsexamen legte er 1973 ab. Anschließend arbeitete er im wissenschaftlichen Dienst, später als Rechtsberater beim Europäischen Parlament. Er habilitierte sich 1991 an der Universität Saarbrücken. Im gleichen Jahr übernahm er eine Professur an der Universität Lausanne. Dort leitete er das Zentrum für Rechtsvergleichung, Europäisches Recht und Völkerrecht und wirkte dort in Forschung und Lehre bis zum Erreichen der Altersgrenze 2007. Schwerpunkte seiner Tätigkeit sind das Europarecht, das ausländische öffentliche Recht und die Rechtsvergleichung.
Gastprofessuren führten ihn unter anderem an das Europäische Hochschulinstitut in Florenz und an das Europakolleg in Brügge. 
In seinen zahlreichen Veröffentlichungen, die z. T. mehrere Auflagen erlebten, befasst sich Bieber vor allem mit dem Europarecht. Hierzu gehören umfangreiche Textausgaben des Europarechts. 

## Veröffentlichungen (Auswahl)
- Das neue französische Seefrachtrecht. Dissertation Universität Frankfurt/M. 1972.
- Organe der erweiterten Europäischen Gemeinschaften. Das Parlament (= Schriftenreihe Europäische Wirtschaft, Bd. 73). Nomos, Baden-Baden 1974, ISBN 3-7890-0097-3.
- (mit Martin Bangemann): Die Direktwahl, Sackgasse oder Chance für Europa? Analysen und Dokumente. Nomos, Baden-Baden 1976, ISBN 3-7890-0244-5 (2. Aufl. 1979).
- (mit Jürgen Schwarze): Verfassungsentwicklung in der Europäischen Gemeinschaft. Nomos, Baden-Baden 1984, ISBN 3-7890-1014-6.
- Das Verfahrensrecht von Verfassungsorganen. Ein Beitrag zur Theorie der inner- und interorganschaftlichen Rechtsetzung in der Europäischen Gemeinschaft, im Staatsrecht und Völkerrecht. Nomos, Baden-Baden 1992, ISBN 3-7890-1878-3 (= Habilitationsschrift Universität Saarbrücken).
- Das Recht der europäischen Integration, 2. Aufl. Stämpfli, Bern 2018, ISBN 978-3-7272-0687-0.
- (mit Florian Bieber): Negotiating unity and diversity in the European Union. Palgrave Macmillan, Cham 2021, ISBN 978-3-030-55015-8.
- (mit Francesco Maiani): Europäisches Verkehrsrecht. Die Rechtspraxis sämtlicher Verkehrsträger. 2. Aufl. Nomos, Baden-Baden 2022, ISBN 978-3-8487-8581-0.
- (mit Astrid Epiney, Marcel Haag, Markus Kotzur): Europarecht in Fragen und Antworten. 7. Aufl. Nomos, Baden-Baden 2023, ISBN 978-3-7560-0088-3.
- (mit Astrid Epiney, Marcel Haag, Markus Kotzur): Die Europäische Union. Europarecht und Politik. 16. Aufl. Nomos, Baden-Baden 2024, ISBN 978-3-7560-1477-4.
- (mit Francesco Maiani) Précis de droit européen. 4. Aufl. Stämpfli, Bern, 2024, ISBN 978-3-7272-1996-2.

Festschrift
- Astrid Epiney u. a. (Hrsg.): Die Herausforderung von Grenzen. Festschrift für Roland Bieber. Nomos, Baden-Baden 2007, ISBN 3-8329-2711-5.